# Hawker Hardy
Die Hawker Hardy war eine Weiterentwicklung der erfolgreichen Hawker-Hart-Familie als Mehrzweckflugzeug für den Einsatz im Irak. Es handelt sich um einen zweisitzigen, einmotorigen Doppeldecker, der die bisher verwendeten Westland Wapiti ersetzen sollte.

## Entwicklung
Um Zeit zu sparen, wurde eine Hawker Hart K3013 als Prototyp umgebaut, der am 7. September 1934 erstmals flog. Das Flugzeug wurde für den Tropeneinsatz modifiziert und erhielt einen speziellen Kühler, einen Haken, mit dem Meldungen vom Boden aufgenommen werden konnten, Wasserbehälter und eine Wüsten-Notfall-Ausrüstung. Als Motor verwendete Hawker den Rolls-Royce Kestrel IB mit 530 PS. Die gesamte Fertigung von 47 Flugzeugen erfolgte bei Gloster Aircraft, ein Teil der Hawker-Siddeley-Gruppe.

## Produktion
Die Hawker Hardy wurde von Gloster Aircraft in Serie gebaut.
Abnahme der Hawker Hardy durch die RAF:
| Version | 1934 | 1935 | 1936 | Summe |
| ------- | ---- | ---- | ---- | ----- |
| Hardy   | 9    | 28   | 10   | 47    |

## Einsatz
Die ersten 21 Hardys wurden Anfang 1935 der 30 Squadron in Hinaidi/Irak übergeben. Bis zur Umrüstung der Staffel im Jahre 1938 auf Bristol Blenheim gingen nur zwei Flugzeuge verloren. Nach einer Überholung der Flugzeuge in Aboukir/Ägypten wurde die 6 Squadron in Palästina damit ausgerüstet. Während des arabischen Aufstandes im Jahre 1938 in Palästina wurde die Staffel für Polizei- und Armeeeinsätze verwendet. In diesem Zeitraum gingen drei Hardys durch Bodenbeschuss und sechs durch Unfälle verloren. Nachdem die 6 Squadron 1940 mit Westland Lysander ausgerüstet worden war, gingen die noch existierenden Flugzeuge zur 237 Squadron (Southern Rhodesian Air Force), die sie im Sudan stationierte. Dort flogen die Hardys im Kampf gegen die Italiener in Abessinien zur Armeeunterstützung, Aufklärung und zu Bombenangriffen. Der letzte Einsatz wurde am 9. Mai 1941 durchgeführt und der größte Teil der noch existierenden Flugzeuge verschrottet. Einige wenige flogen danach als Verbindungsflugzeuge.

## Technische Daten
| Kenngröße             | Hawker Hardy                                                  |
| --------------------- | ------------------------------------------------------------- |
| Besatzung             | 2                                                             |
| Länge                 | 9,02 m                                                        |
| Spannweite            | 11,35 m                                                       |
| Flügelfläche          | 32,33 m²                                                      |
| Höhe                  | 3,23 m                                                        |
| Leermasse             | 1450 kg                                                       |
| Startmasse            | 2270 kg                                                       |
| Antrieb               | ein Rolls-Royce Kestrel IB mit 395 kW (530 PS)                |
| Höchstgeschwindigkeit | 259 km/h in Meereshöhe                                        |
| Reichweite            | Flugdauer 3 h                                                 |
| Dienstgipfelhöhe      | 5180 m                                                        |
| Bewaffnung            | zwei 7,7-mm-MGs, bis zu 4 × 9-kg-Bomben an Unterflügelträgern |